# Papa Sisto IV
Sisto IV, in latino Sixtus PP. IX, nato Francesco della Rovere (Pecorile, 21 luglio 1414 – Roma, 12 agosto 1484), è stato il 212º papa della Chiesa cattolica dal 1471 alla morte. Apparteneva all'Ordine dei frati minori conventuali e come tale ricoprì il grado di padre provinciale e poi quello di generale dal 1464 in avanti.
Divenuto papa nel 1471, tenne il pontificato per tredici anni durante i quali assecondò la politica espansionista ai danni degli altri Stati italiani dando ascolto soprattutto al nipote Girolamo Riario. Compromesso con la Congiura dei Pazzi ai danni di Giuliano e di Lorenzo de' Medici (1478), Sisto IV gettò una macchia morale sul suo pontificato generando una guerra deleteria dalla quale si salvò soltanto per l'occupazione di Otranto da parte dei Turchi ottomani (1480), che fece appianare le diatribe tra i signori italiani, coalizzandoli contro il nemico comune. Fu ancora il responsabile della Lega contro il duca di Ferrara, nemico acerrimo del nipote Girolamo.
Il nome di Sisto IV è comunque legato anche ad alcune iniziative di carattere spirituale: favorì la devozione mariana nella cristianità e celebrò il Giubileo del 1475. Grande patrono delle arti e dell'umanesimo, favorì la ricostruzione in senso monumentale di Roma: tra le varie opere che egli incoraggiò ci fu la realizzazione della cosiddetta Cappella Sistina che in seguito, durante il papato del nipote Giulio II, sarà affrescata da Michelangelo. Porta il medesimo nome una seconda cappella, adiacente alla cattedrale di Savona, sepolcro dei suoi genitori.

## Biografia

### Formazione e carriera ecclesiastica

#### La famiglia

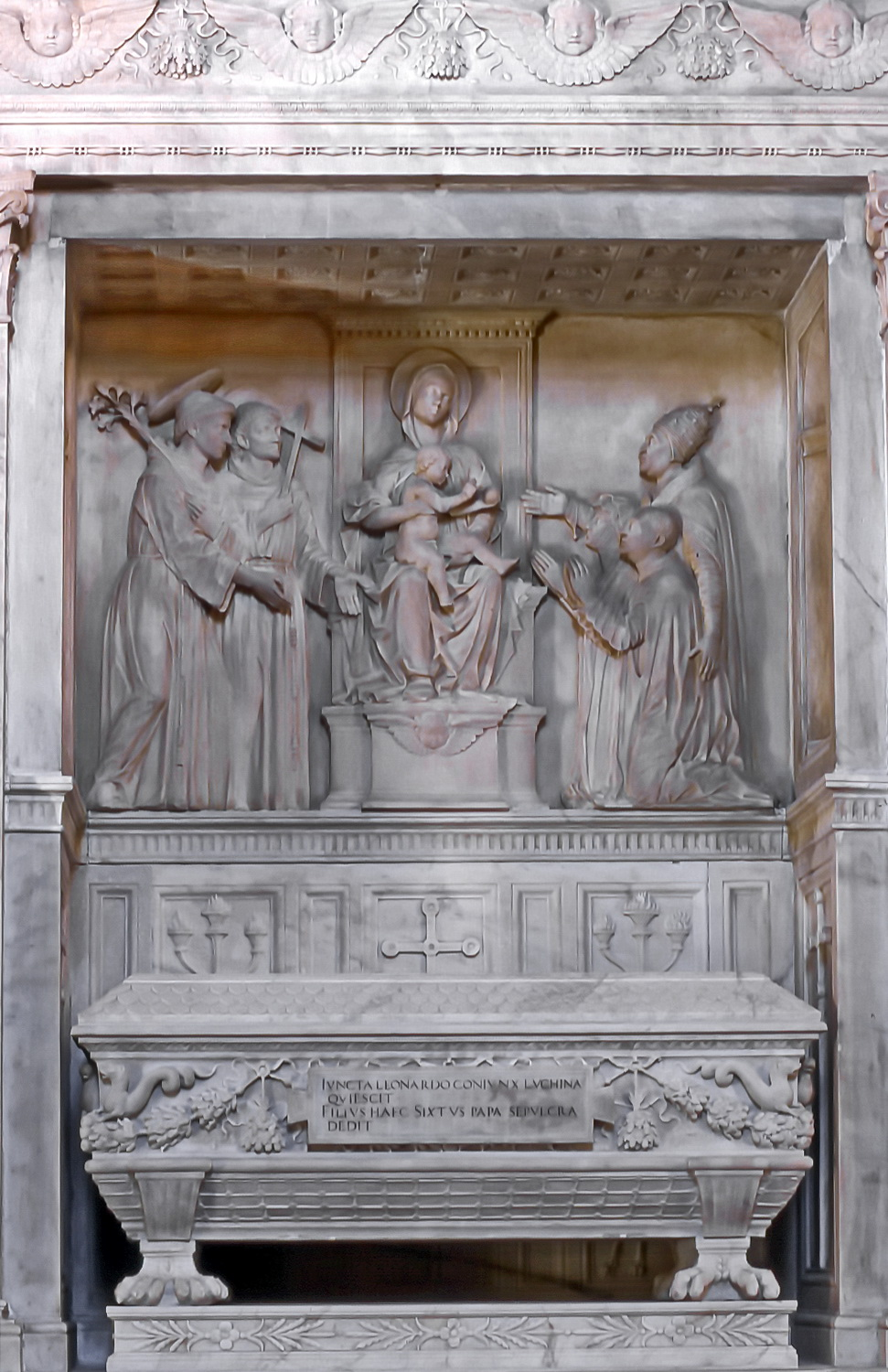
Monumento funebre dei genitori nella Cappella Sistina di Savona

Nacque a Celle in Liguria, in località Richetti in frazione Pecorile, il 21 luglio 1414, da Leonardo di Savona della Rovere, «accimator panni», e da Luchina Monleone, appartenente a una famiglia nobile genovese esiliata nel 1317 a Savona e arricchitasi con il commercio.
La famiglia, anche se da alcuni biografi antichi venne definita «egregia» o «illustre», fu probabilmente di condizione modesta, ma certamente non «bassissima e vile» come polemicamente affermeranno i detrattori del pontefice. Importanza singolare avranno le sorelle di Francesco (Luchina, Franchetta, Pellina, Maria e Bianca), per le alleanze matrimoniali e per il destino che sarebbe toccato ai figli, in particolare quelli di Bianca (Pietro e Girolamo Riario) e il figlio di Luchina, Girolamo Basso della Rovere. Francesco ebbe anche due fratelli: Raffaello (padre di Giovanni, condottiero e politico, di Bartolomeo, vescovo di Massa, e di Giuliano, il futuro Giulio II) e Bartolomeo, padre di Leonardo della Rovere.

#### Frate francescano
La madre consacrò Francesco fin da piccolo al poverello di Assisi e a sant'Antonio per le grazie ricevute in situazioni disperate. Il fanciullo venne affidato fin dall'età di nove anni al frate minorita conventuale Giovanni da Pinerolo. Studiò le arti del trivio (grammatica, ovvero la lingua latina, retorica e dialettica, cioè le basi della filosofia) nel convento francescano di Savona. All'età di quindici anni pronunciò i voti (settembre del 1429). Negli anni 1430-1432 frequentò il triennio di logica e filosofia, studiando il primo anno nel convento francescano di Chieri (filosofia naturale, sotto la guida di fra Galasso da Napoli) e gli altri due allo Studium generale di filosofia di Pavia (metafisica e morale). Conseguita la preparazione accademica, affrontò un triennio come insegnante tirocinante (1432-1435, a Chieri). Terminato il tirocinio, nel 1435 andò a studiare teologia all'Università di Bologna. Dal 1437 svolse un altro triennio come insegnante (1437-1439). Nel 1439 venne ordinato sacerdote. Nel periodo 1439-1441 fu lettore di filosofia a Venezia. Fu quindi inviato a Padova, dove, dopo un ulteriore triennio di insegnamento e di esami, ottenne la licenza (27 marzo 1444) e infine, all'età di ventinove anni, il dottorato in teologia (14 aprile 1444). Grazie alle notevoli doti intellettuali, Francesco della Rovere poté insegnare in molte università italiane, tra cui la stessa Padova (docente di logica, aprile 1444-maggio 1446), Pavia, Siena, Bologna e Firenze.
Oltre alla carriera accademica, frate Francesco ascese di grado all'interno della gerarchia dell'ordine francescano: fu nominato prima ministro della provincia francescana della Liguria (1460), e poi ministro generale dei francescani a Perugia il 19 maggio 1464, incarico che gestirà con dedizione e fermezza d'animo e che manterrà fino al 1469 in occasione del capitolo generale che si tenne a Venezia, eliminando gli individui indegni e cercando di ripristinare la moralità nei vari monasteri. Tale attività indefessa fu premiata, grazie agli elogi dell'amico cardinale Bessarione, con la nomina a cardinale di San Pietro in Vincoli da papa Paolo II, il 18 settembre 1467. Si disse che in tale occasione il pontefice affermò davanti al Sacro Collegio: «Ecco il nostro successore». Dal 5 settembre 1470 fu nominato abate di Sant'Eustachio di Nervesa nel Trevigiano.

#### Teologo
Francesco della Rovere si dimostrò anche un raffinato scrittore e un acuto teologo. All'inizio degli anni 1460 compose, in opposizione ai domenicani, il trattato De Sanguine Christi, in cui difese l'idea di Giacomo della Marca secondo cui il sangue di Cristo versato prima della Passione non avrebbe alcun valore salvifico. L'opera del teologo della Rovere, però, tentava nel contempo di conciliare l'idea di della Marca con quella dei domenicani, i quali sostenevano che il sangue del Redentore poteva avere valore salvifico. 
Scrisse anche altre opere, una intitolata De futuris contingentibus in una disputa con l'Università di Lovanio; e un'altra ancora sull'Immacolata concezione di Maria. Oltre a essere teologo, Francesco era anche un abile predicatore e questo lo dimostrò davanti a papa Pio II, quando disputò con un suo avversario sul valore salvifico del sangue di Cristo.

#### L'elezione al Soglio

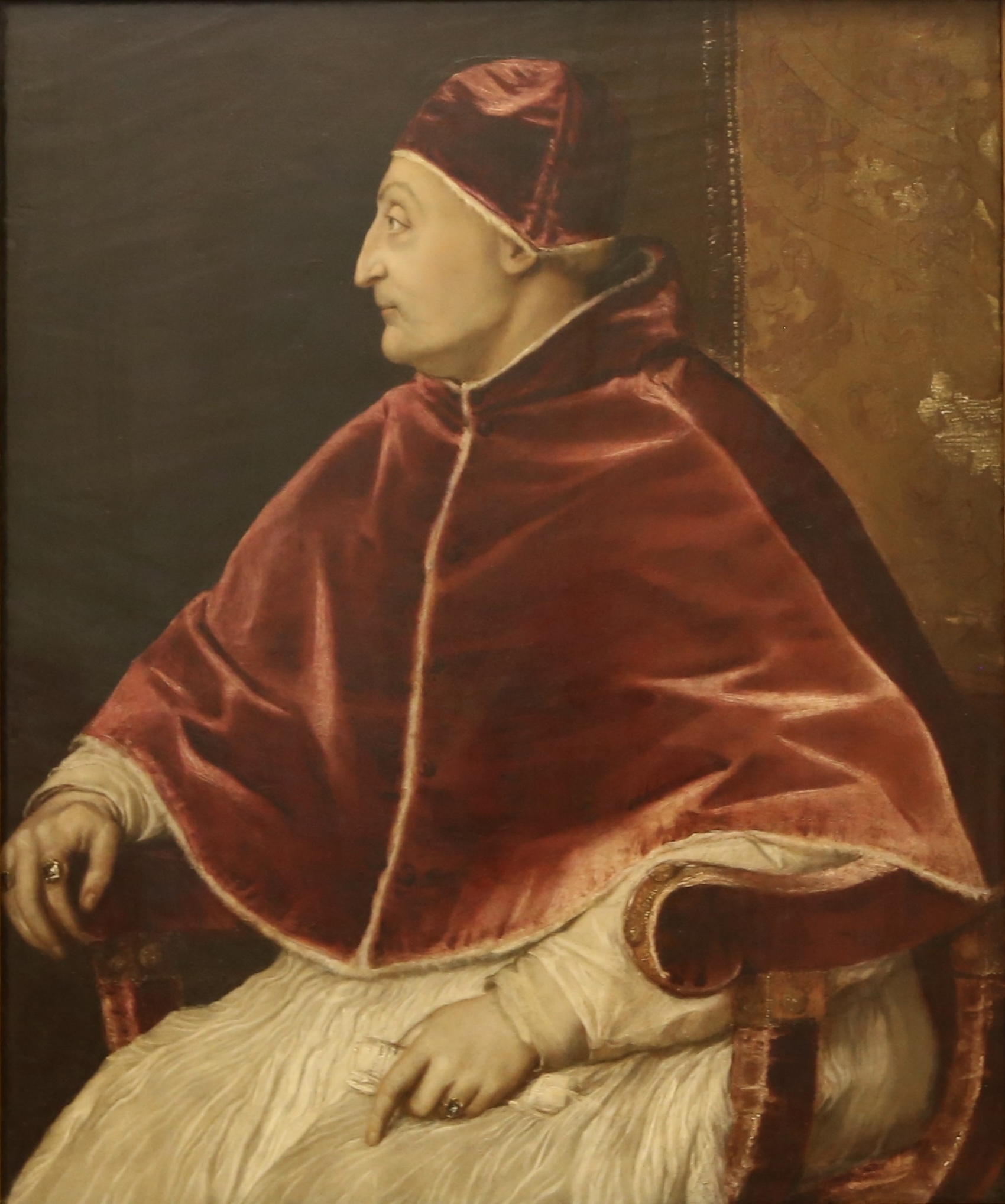
Tiziano, Ritratto del papa Sisto IV (1540 circa); olio su tavola, 109,5x87 cm, Galleria degli Uffizi, Firenze

Dopo la morte di Paolo II, avvenuta il 26 luglio, diciotto cardinali si riunirono in conclave il 2 agosto. L'elezione del cardinale della Rovere, caldeggiata dal duca di Milano Galeazzo Maria Sforza, fu quasi all'insegna della simonia: il nipote di della Rovere, l'assistente del conclave Pietro Riario, mercanteggiava con i vari cardinali perché i voti convergessero sullo zio. Così, grazie alle pressioni dei cardinali Latino Orsini, Rodrigo Borgia e Francesco Gonzaga i porporati, dopo aver inizialmente convogliato parte dei loro voti sul Bessarione che però rifiutò a causa dell'età avanzata, il 9 agosto all'unanimità proclamarono della Rovere nuovo pontefice, che assunse il nome di Sisto IV in omaggio al santo del giorno. Fu incoronato il 25 agosto del 1471 dal cardinale protodiacono Rodrigo Borgia, dopo essere stato consacrato prima vescovo dal cardinale Guillaume d'Estouteville, come si apprende da recenti studi di genealogia episcopale. Subito dopo la sua incoronazione, in occasione del tumulto avvenuto il giorno del possesso presso il Laterano, diede luogo alla costituzione del primo nucleo di milizia pontificia destinata alla difesa del pontefice e alla custodia del palazzo apostolico, poi divenuta guardia svizzera pontificia, affidandone il comando ad Andrea da Norcia.

### Il pontificato (1471-1484)

#### Governo della Chiesa

##### Le due Crociate contro i Turchi (1472 e 1480)

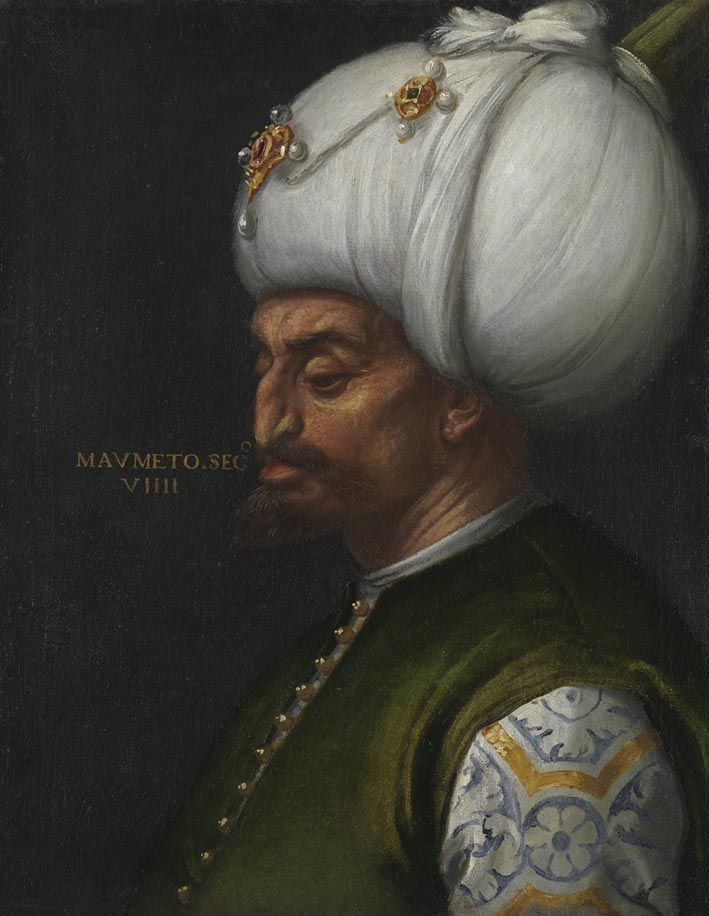
Paolo Veronese, Il Sultano Maometto II, olio su tela, Bayerische Staatsgemäldesammlungen. Maometto II (1451-1481) fu l'artefice dell'occupazione di Otranto

Sisto IV, appena eletto al soglio pontificio, appoggiò una crociata contro l'Impero ottomano, divenuto estremamente aggressivo e minaccioso nei confronti dell'Europa. Pertanto, dopo aver inviato vari legati presso gli Stati europei, il pontefice affidò al cardinale Oliviero Carafa la guida di dieci galee pontificie (unite a quelle veneziane e napoletane, per un totale di 85 triremi e svariate decine di migliaia di fiorini) per attaccare il sultano Maometto II. Le liti fra i coalizzati si conclusero nella disfatta quando le milizie cristiane fallirono nella conquista della città di Smirne che, tuttavia, fu incendiata dalle truppe cristiane. Nonostante ciò, Sisto decise di onorare le vane imprese militari del Carafa con un festoso carnevale nel 1473.
La seconda crociata, bandita per ordine del papa dal frate e teologo Pacifico da Cerano, fu invece dettata dalla necessità di difendere l'Italia dalla minaccia dei Turchi, i quali avevano conquistato Otranto l'11 agosto 1480, città sotto assedio dal 28 luglio da parte di una flotta di 150 navi con a bordo diciottomila uomini. Gli Stati italiani, fino a quel momento impegnati in una guerra generata dalla Congiura dei Pazzi e contro il signore di Firenze Lorenzo il Magnifico, si riunirono prontamente in una lega militare e Sisto IV, dopo un iniziale pensiero di abbandonare Roma per la più sicura Avignone, l'animò fermamente. La città di Otranto, assediata dalle milizie e dalla flotta guidata dal cardinale Paolo Fregoso, fu liberata il 10 settembre del 1481.

##### Il Giubileo del 1475
Sisto IV confermò il Giubileo (chiamato così per la prima volta da un pontefice), indetto dal predecessore Paolo II, con la bolla Salvator Noster del 26 marzo 1472. Il Giubileo, nonostante vedesse la partecipazione di re Cristiano I di Danimarca e di Federigo da Montefeltro, fu funestato da eventi avversi: l'esondazione del Tevere e la conseguente pestilenza causarono un notevole deflusso di pellegrini; lo stesso Papa nel giugno del 1476 dovette mettersi in salvo fuori Roma, stabilendosi prima a Campagnano per giungere poi a visitare alcune località dell'Umbria, tra le quali Amelia durante il mese di luglio, fino a raggiungere, nella terza decade di agosto, Assisi da dove avrebbe dato la bolla Quamvis Altissimus con la concessione dell'indulgenza nel giorno della traslazione di San Francesco e dove secondo alcune fonti avrebbe effettuato anche la ricognizione del corpo del santo, per far ritorno a Roma nel successivo autunno. A causa delle guerre in corso e della scarsa sicurezza delle strade che ridusse l'afflusso dei pellegrini verso Roma, il pontefice consentì che le indulgenze del giubileo potessero essere lucrate anche nelle città di Benevento e Bologna, prolungando con breve apostolico il giubileo fino a tutto il mese di agosto 1476.

##### La devozione mariana
Con la costituzione Cum praecelsa del 1476, Sisto IV istituì la festa (8 dicembre) dell'Immacolata Concezione della Vergine Maria, facendo inoltre consacrare la Cappella Sistina al quest'ultima solennità. Nel 1479 decise, inoltre, di inserire nel calendario romano la festa del papà, facendo riferimento in particolare alla figura di san Giuseppe, padre putativo di Gesù. Sisto IV autorizzò l'uso nel Breviario romano dell'ufficio per la solennità redatto da Bernardino de' Bustis e da Leonardo de Nogarolis, che restò in vigore fino al 1568, quando Pio V pubblicò il Breviario riformato all'interno della costituzione apostolica Quod a nobis postulat. Sisto IV concesse anche l'indulgenza che già era prevista durante l'Ottava del Corpo di Cristo.

La decisione del pontefice, però, non fu accettata placidamente, in quanto si riteneva che tale peculiarità della Madonna fosse un'eresia, per cui l'anno successivo fece disputare sull'argomento il generale dell'ordine francescano Francesco da Brescia (a favore del provvedimento) con il domenicano Vincenzo Bandelli. Nonostante ciò, il pontefice dovette ancora intervenire nel 1483 con la costituzione Grave minis per mettere a tacere quei predicatori che ancora osavano proclamare l'eresia dell'Immacolata Concezione. Inoltre, papa Sisto IV promosse anche la recita del rosario, preghiera che verrà solennemente elevata a preghiera mariana per eccellenza un secolo più tardi da san Pio V. Sempre nell'ottica della venerazione mariana, papa Sisto patrocinò la devozione verso la madre della Madonna, sant'Anna, e verso il marito della medesima, san Giuseppe.

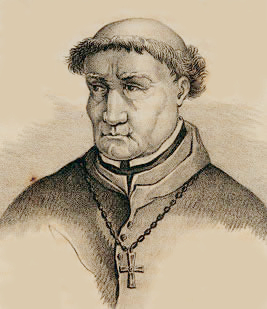
Tomás de Torquemada (1420 circa - 1498), il capo dell'Inquisizione spagnola

La formulazione dogmatica sarebbe stata proclamata solamente l'8 dicembre 1854 da papa Pio IX.
Sisto IV approvò un certo numero di ordini religiosi, tra i quali l'Ordine dei Minimi, quello degli Agostiniani scalzi e degli Agostiniani eremiti.

##### La nascita dell'Inquisizione spagnola (1478)
Sisto acconsentì all'inquisizione spagnola, in seguito all'emanazione di una bolla del 1º novembre 1478 che istituiva un inquisitore a Siviglia, sotto pressione politica di Ferdinando II di Aragona. Cionondimeno, Sisto discusse su protocollo e prerogative della giurisdizione, fu scontento degli eccessi dell'inquisizione e prese misure per condannare gli abusi più plateali nel 1482 ma, grazie agli accordi con Ferdinando e Isabella di Castiglia che potevano nominare inquisitori uomini di loro fiducia, fu nominato Tomás de Torquemada come inquisitore generale, confermato poi dallo stesso Sisto.

##### La fine del conciliarismo: Andrea Zamometić
Nel 1478 Sisto IV abrogò gli ultimi decreti del Concilio di Costanza che avevano posto limite all'autorità papale. Davanti però alla corruzione dilagante nella corte papale, il domenicano Andrea Zamometić (1420 circa - 1484), un tempo amico di Sisto e ora ambasciatore dell'imperatore Federico III, si ritenne sdegnato degli scandali che ivi si perpetravano (alcuni suppongono che avesse litigato con papa Sisto per la mancata nomina a cardinale). Fuggito da Roma, si rifugiò a Basilea ove tentò, il 25 marzo del 1482, di convocare un Concilio ecumenico volto a giudicare il Papa ma quest'ultimo, ribadendo l'inappellabilità del clero alla convocazione di un Concilio ecumenico senza il consenso del Pontefice e lanciando l'interdetto su Basilea (1483), riuscì ad avere la meglio. Arrestato, Zamometić si impiccò nella sua cella nel 1484.

#### Rapporti con i monarchi cristiani

##### Francia
Sisto IV continuò lo sterile dibattito con Luigi XI di Francia, che continuò a difendere la Prammatica sanzione di Bourges (1438), in base alla quale tutti i decreti papali riguardanti la Chiesa di Francia dovevano essere preventivamente autorizzati dal monarca prima di essere promulgati. La Prammatica sanzione divenne il perno dell'indipendenza della Chiesa gallicana.

##### Spagna
Oltre a favorire l'Inquisizione spagnola, Sisto IV tenne una fitta rete di contatti con la sovrana di Castiglia, Isabella, e con il re d'Aragona suo consorte Ferdinando. Per favorire la loro crociata contro i mori di Granada, il pontefice non esitò a concedere indulgenze a coloro i quali intendessero supportare le iniziative dei sovrani cattolici.

##### Russia
Sisto IV tentò anche di avvicinare alla Chiesa cattolica l'ortodossa Russia tramite il matrimonio di Zoe Paleologa, nipote dell'ultimo imperatore bizantino Costantino XI, e il granduca di Moscovia Ivan III. Ricevuti i delegati russi il 25 marzo del 1472, il papa diede la sua approvazione per il matrimonio dell'erede dell'Impero bizantino col sovrano russo, dotandola di una ricca dote. Successivamente però, a causa dei contrasti tra il clero russo che non intendeva riconoscere la superiorità del pontefice romano, fece naufragare ogni tentativo di riconciliazione ecumenica.

##### Il dono della rosa d'oro
Come riferisce lo storico Gaetano Moroni, papa Sisto IV fece dono a numerosi sovrani della più alta onorificenza che un cristiano, per le sue virtù, possa aspirare, ossia la rosa d'oro. Durante il suo pontificato Sisto IV fece dono della rosa d'oro al re di Danimarca e Norvegia Cristiano I, a Ludovico III di Mantova, a Eberardo V di Württemberg, al doge Andrea Vendramin, a Ernesto di Sassonia e a Federigo da Montefeltro.

#### Governo dello Stato Pontificio: il nepotismo di Sisto
(Claudio Rendina, I Papi: storia e segreti)

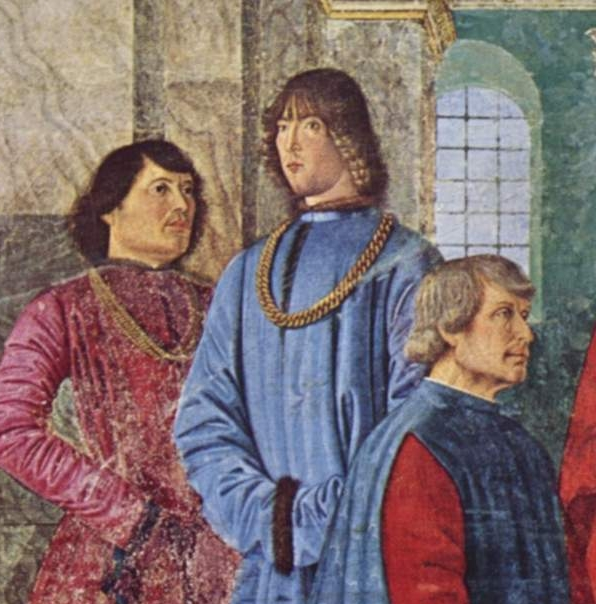
Particolare dell'affresco di Melozzo da Forlì avente per oggetto la nomina di Bartolomeo Platina a bibliotecario del Vaticano, in cui è raffigurato Girolamo Riario (in azzurro). Con la sua avidità e i suoi piani egemonici, condusse lo zio papa e lo Stato pontificio in una grave crisi economica e di prestigio internazionale.

Per comprendere le mosse politiche di papa della Rovere, bisogna prima sottolineare l'enorme influenza che ebbero su di lui i suoi parenti. Il suo pontificato, infatti, fu caratterizzato da una politica nepotista ancora più tenace di quella dei suoi predecessori. Sisto IV contava numerosi parenti: quattro sorelle, due fratelli e quindici nipoti, due dei quali (Giuliano della Rovere e lo scapestrato Pietro Riario che, morto prematuramente a 28 anni, fu sostituito da Raffaele Riario) furono elevati al rango cardinalizio già dal primo concistoro; si diedero alla carriera politica, invece, il nipote ed ex mercante di stoffe Girolamo Riario (per il quale Sisto IV volle il dominio di Imola e di Forlì) e Giovanni della Rovere, che fu nominato prefetto dell'Urbe. Sulla politica estera di Sisto influì in modo preponderante Girolamo Riario che, completamente ignorante di politica e tutto intento al guadagno personale, gettò Sisto IV in una serie di guerre infruttuose che dilapidarono le finanze papali (che poterono essere parzialmente reintegrate grazie ai proventi del Giubileo del 1475 e all'istituzione della dataria apostolica).
La politica spregiudicata del Riario e il carattere violento di lui suscitarono varie rivolte nell'Urbe e nella Campagna romana nel 1482. Nel tentativo di stringere legami con gli Orsini, il Riario si mise palesemente contro i Savelli e soprattutto i Colonna (colpevoli di essersi anche opposti al pontefice per le misure da lui prese negli anni precedenti circa la possibilità di coltivazione da parte dei coloni dei latifondi lasciati incolti) i quali, per rappresaglia, scatenarono le loro bande armate per Roma e per tutto il contado circostante, minando così l'autorità pontificia. Probabilmente, seguendo le parole di Daniel Rops: «Le povere origini e una formazione francescana evidentemente non lo preparavano a maneggiare ragionevolmente le enormi somme che si vennero ormai a trovare nelle sue mani» dopo l'elezione pontificia.

#### Rapporti con gli altri Stati italiani

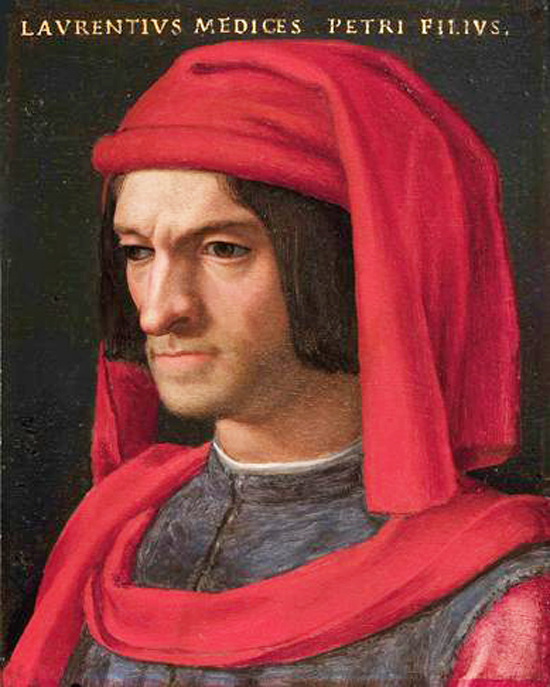
Agnolo Bronzino, Ritratto di Lorenzo de' Medici, olio su tela, 1555/1565, Galleria degli Uffizi, Firenze. Il signore di Firenze fu il più acceso avversario di Sisto IV e del nipote Riario per il mantenimento della pace in Italia.

##### La Congiura dei Pazzi e la guerra contro Firenze (1478-1480)
Il primo obiettivo del Riario fu la Firenze di Lorenzo il Magnifico. Il Medici, contrariato con papa Sisto per l'occupazione di Imola e Faenza, era in rapporti molto tesi anche per la mancata nomina cardinalizia del fratello Giuliano. Il Riario, intenzionato a crearsi un vasto principato in Toscana, prese contatti con i Pazzi, banchieri avversari dei Medici per il controllo delle istituzioni cittadine ai quali Sisto IV affidò la sua fiducia nei prestiti e, forse, anche con Federico da Montefeltro. Preparato il complotto, questo fu perpetrato il 26 aprile del 1478 durante la Santa Messa nel Duomo di Santa Maria del Fiore: Giuliano rimase ucciso, mentre Lorenzo scampò alla morte. La vendetta di Lorenzo fu esemplare: i congiurati furono tutti giustiziati, tra cui l'arcivescovo di Pisa Francesco Salviati, che venne impiccato sulle mura del fiorentino Palazzo della Signoria. Sisto, dal momento che uccidere un ecclesiastico equivaleva a essere scomunicati dalla Chiesa, replicò con la scomunica contro Lorenzo (la bolla Ineffabilis et summi patris providentia del 1º giugno 1478) e due anni di guerra contro Firenze. La guerra contro Firenze fu un insuccesso. Da questa inutile e dispendiosa guerra, Sisto fu paradossalmente salvato dalla conquista di Otranto da parte dei Turchi nel 1480: si giunse pertanto alla pace con Firenze il 3 dicembre del medesimo anno.

##### La guerra di Ferrara (1482-1484)
Papa Sisto IV, spinto sempre dal nipote Girolamo Riario intenzionato a crearsi un principato nell'Italia centrale, prese parte alla lega del 1482 in cui Venezia e Genova strinsero un'alleanza contro il re di Napoli, la Repubblica di Firenze, il duca di Milano, e di Ferrara. Nella prima fase della guerra le truppe di Venezia attaccarono il Ducato di Ferrara, conquistando il Polesine e arrivando fin sotto le mura della città. Il territorio dello Stato della Chiesa fu minacciato dal re di Napoli Ferdinando I, anche se le truppe napoletane diedero uno scarso contributo alla causa della guerra. Roberto Malatesta, comandante dei Veneziani, scese in Lazio in aiuto dei soldati pontifici. Lo scontro decisivo avvenne nell'agro romano, nella località denominata Campomorto (vicino ad Aprilia): il 21 agosto 1482, dopo sei ore di combattimento, le truppe pontificie costrinsero i napoletani alla ritirata. 

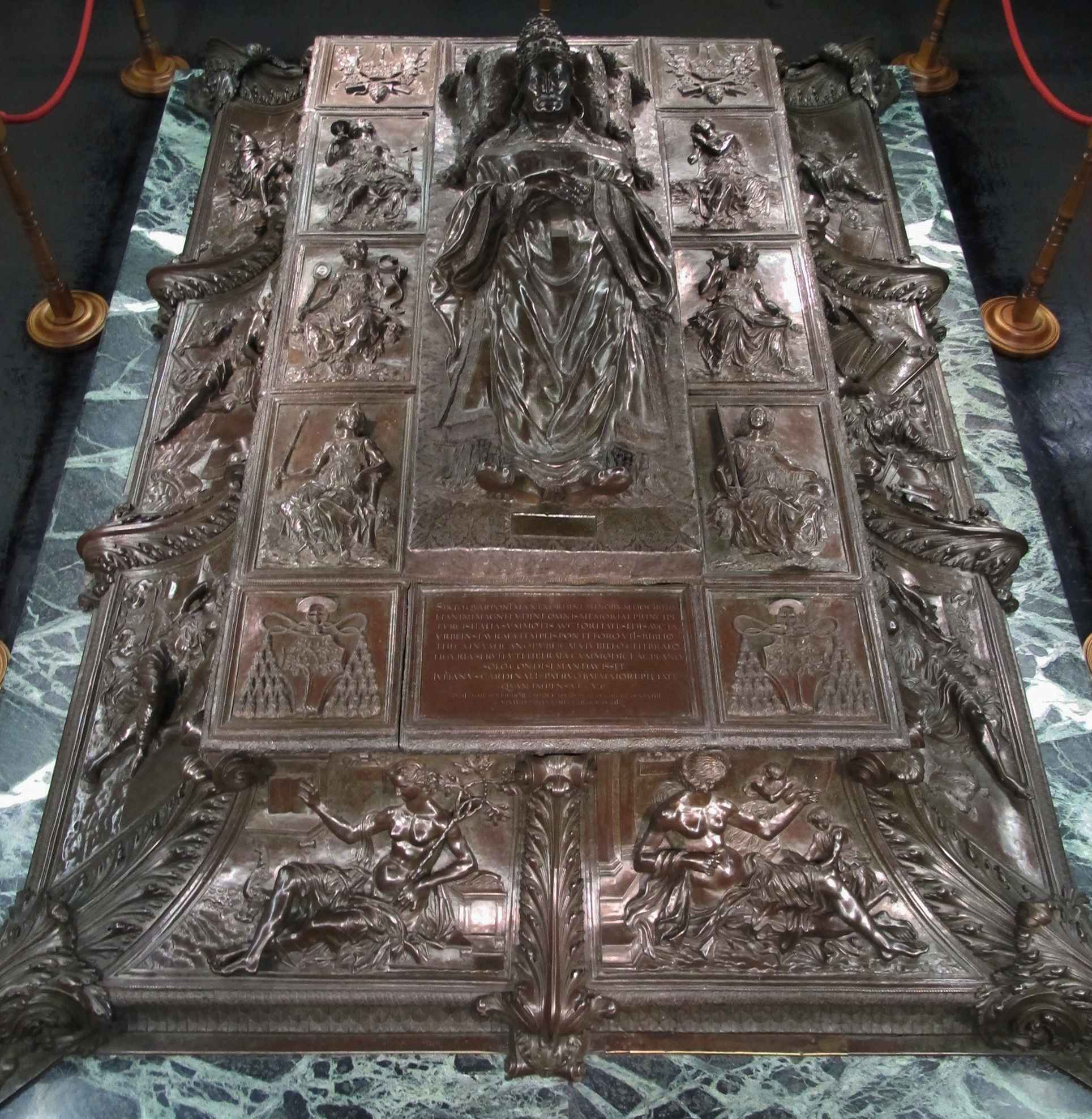
Monumento funebre di Sisto IV nel Museo del tesoro di San Pietro

Per il papa non c'era più ragione di continuare la guerra. Il 28 novembre stipulò con il re di Napoli una tregua, alla quale il 12 dicembre seguì la pace. Per essersi rifiutata di desistere dalle ostilità (e per essere una pericolosa rivale alle ambizioni papali sulle Marche), Sisto pose Venezia sotto interdizione fino a tutto il 1483. La guerra si concluse definitivamente con la pace di Bagnolo nel 1484.

### La morte
(Francesco Guicciardini, Storie fiorentine)
Sisto IV, le cui condizioni di salute erano peggiorate nel corso dell'ultimo anno, morì il 12 agosto del 1484 a causa di una febbre persistente. La tomba, opera del genio di Antonio del Pollaiolo, fu posta inizialmente, come ricorda il von Pastor, in una cappella fatta costruire apposta nell'antica basilica vaticana. Successivamente fu trasportata nelle Grotte Vaticane, dove si trova tuttora.

## Il mecenatismo di Sisto IV

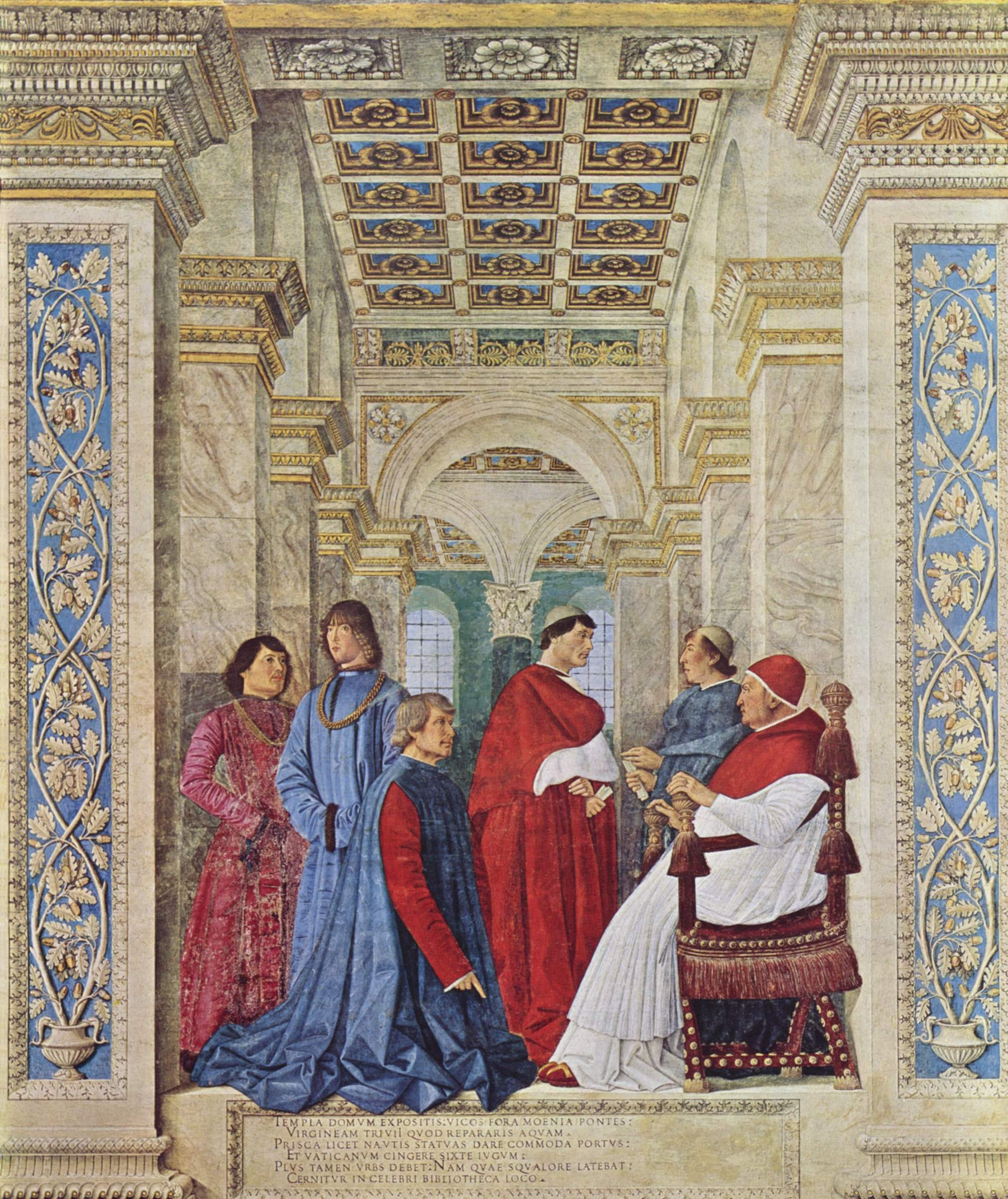
Melozzo da Forlì, Sisto IV nomina il Platina prefetto della biblioteca Vaticana (1477), affresco, Roma, Pinacoteca Vaticana. Nell'affresco del pictor papalis Melozzo da Forlì, che compare qui a fianco, è affiancato dai suoi nipoti delle famiglie della Rovere e Riario, dei quali vennero nominati cardinali Raffaele Riario (alla sua destra) e Giuliano della Rovere, il futuro papa Giulio II che gli sta di fronte.

### La monumentalizzazione di Roma
Le intenzioni di rafforzamento del prestigio temporale del papato indussero papa Sisto a grandi interventi edilizi e urbanistici pur nella scarsezza dei fondi disponibili, volti a un recupero urbanistico e a una monumentalizzazione della città di Roma, in seguito proseguiti e potenziati dai progetti del nipote Giuliano, futuro papa Giulio II.

#### I principali interventi architettonici e urbanistici
Uno dei primi interventi del pontefice fu la radicale ricostruzione dell'arcispedale di Santo Spirito in Saxia, andato distrutto da un incendio nel 1471, anche in previsione dell'imminente Anno Santo. Commissionò la costruzione del ponte Sisto, che inaugurato per il Giubileo del 1475 doveva facilitare l'accesso a San Pietro dei pellegrini provenienti dalla riva sinistra del Tevere, fino allora costretti ad accalcarsi sul Ponte Sant'Angelo con frequenti incidenti, rendendo meglio fruibile l'itinerario già presente tra porta Settimiana e la Porta Santo Spirito poi rettificata e ampliata dal Bramante dal 1503 e che prenderà nome di Via della Lungara. Aprì una nuova strada, la Via Sistina (odierno Borgo Sant'Angelo), nel rione di Borgo. Su suggerimento del re di Napoli in visita al papa in occasione di quel Giubileo, soprattutto con la bolla Etsi de cunctarum civitatum del 30 giugno 1480, si ordinava l'eliminazione di portici, sporti e balconi, facendo rettificare le principali arterie che da Ponte Sant'Angelo si diramavano per la città. Le nuove strade così ottenute furono:
- via dei Banchi, poi via Mercatoria o Floridia o Florea: dal cosiddetto "Canale di Ponte" giungeva fino a S. Angelo in Pescheria passando per Campo de' Fiori;
- la via Papalis raggiungeva il Campidoglio e il Laterano;
- la via Recta (via dei Coronari) giungeva presso la chiesa della Maddalena fino alla via Flaminia (via del Corso) e la nuova via sul prolungamento della nuova via Sistina (via Tor di Nona e via Monte Brianzo) raggiungeva la Basilica di Santa Maria del Popolo da lui fatta ricostruire.

A queste si aggiungevano altre vie, come il tracciato dell'attuale via dei Pettinari che, dal nuovo ponte da lui fatto riedificare e che da lui prese nome, collegava Trastevere alla via Mercatoria, i mercati di Campo de' Fiori e Piazza Navona. Papa Sisto IV fece anche ricostruire la Basilica di San Vitale nel 1475.

#### La Cappella Sistina
La sua opera di restauro dell'Urbe culminò con la ricostruzione e con la parziale decorazione della Cappella Palatina di Palazzo Apostolico che acquisì e divenne famosa nel mondo con il nome di Cappella Sistina, alla quale furono chiamati artisti di grido come Mino da Fiesole, Sandro Botticelli, Domenico Ghirlandaio, Pietro Perugino, Luca Signorelli e il Pinturicchio. L'opera di restauro, iniziata su una cappella palatina attestata per la prima volta nel 1368 e affrescata a suo tempo dal Giottino e da Giovanni da Milano, iniziò nel 1477 e ciò fu dovuto al fatto che le principali cerimonie pontificie erano officiate in tale cappella. Il ciclo di decorazioni degli affreschi per opera degli artisti sovra citati iniziò nel 1478, per poi continuare fino ai primi anni 1480, con un rallentamento dovuto alla guerra contro Firenze.

### La protezione degli umanisti, intellettuali, musici e artisti

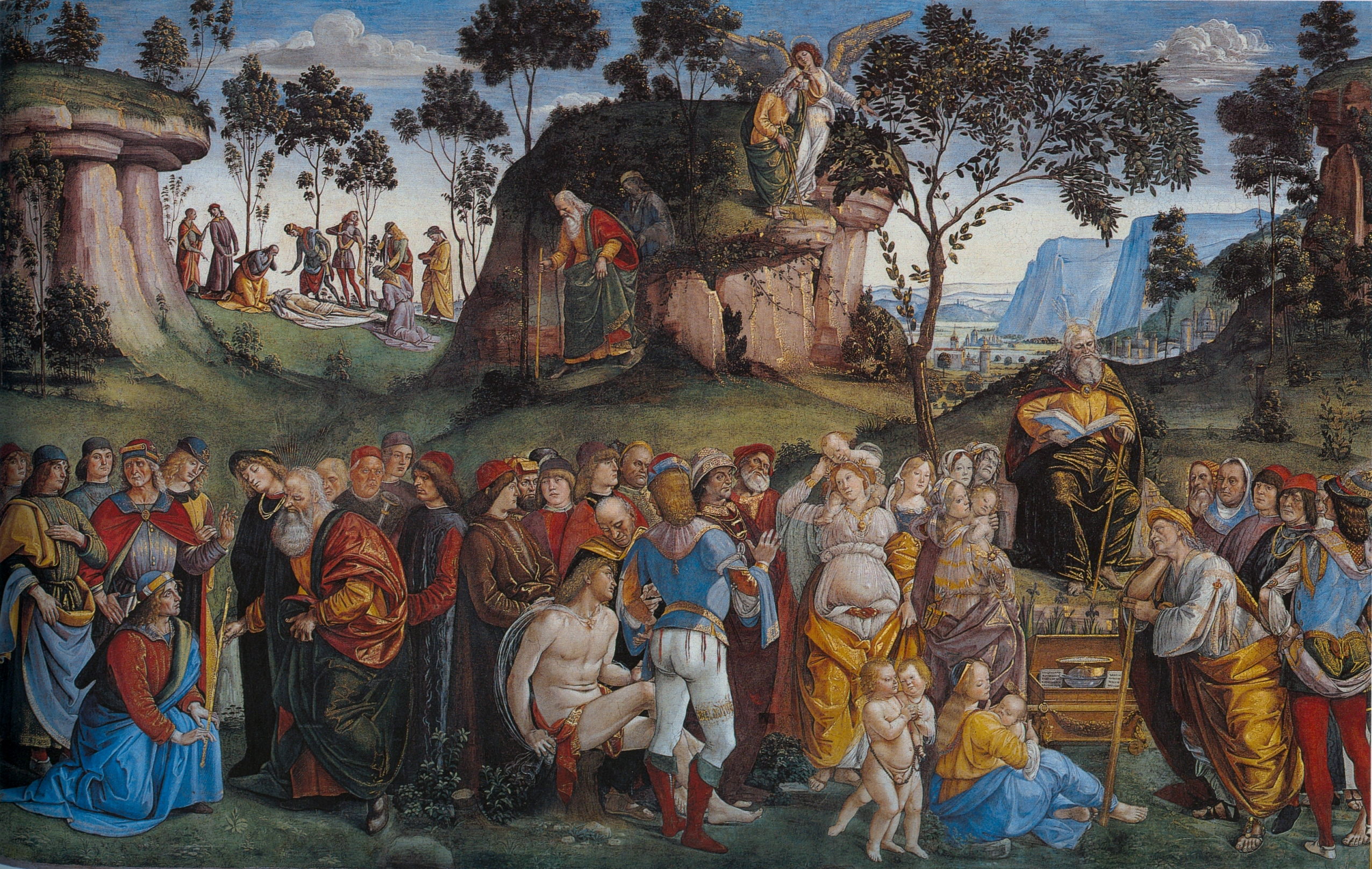
Luca Signorelli e Bartolomeo Della Gatta, Testamento e morte di Mosè, 1482, Cappella Sistina

L'avvento di Sisto IV fece ritornare in auge l'umanesimo. Per la renovatio urbis, infatti, Sisto aveva bisogno dell'intellighenzia degli umanisti (come papa Niccolò V si avvalse dei servigi dell'Alberti) e pertanto riaprì nel 1479 il collegio degli abbreviatori, l'Accademia Romana e ricoprì d'incarichi Pomponio Leto e il Platina, il quale fu nominato primo prefetto della Biblioteca Apostolica Vaticana, caduta nel degrado sotto Paolo II:
(Giuseppe Lombardi nella scheda di Sisto IV nell'Enciclopedia dei Papi)
Sempre per conto di Sisto IV, il Platina scrisse il Liber de vita Christi ac omnium pontificum, in cui descrisse la figura di Paolo II nei termini più foschi. Infine, oltre ai numerosi artisti che chiamò a Roma per abbellirla, Sisto si segnalò anche come mecenate della musica, chiamando a Roma Josquin des Prez e fondando il coro della Cappella Sistina. Cercò infine di porre rimedio all'eccessiva lunghezza dell'anno giuliano rispetto all'anno tropico (di 11' e 15" per anno) tentando di riorganizzare lo stesso calendario giuliano, chiamando a Roma il matematico e astronomo tedesco Regiomontano nel 1475. La questione tuttavia rimase aperta a seguito della morte del matematico nello stesso anno.

## Opere
- Francesco della Rovere (Sisto IV), De Sanguine Christi, Friedrich Creussner, 1474, SBN URBE045882. URL consultato il 30 dicembre 2019.

## Sisto IV nella storiografia
Dalla trattazione, si può concludere che il pontificato di Sisto IV, in generale, risulta un parziale fallimento. Benché non privo di qualità necessarie a un pontefice egli non si prodigò per la Riforma della Chiesa, dedicandosi quasi esclusivamente a interessi puramente terreni e «inaugurò una serie di pontefici che secolarizzarono sistematicamente il papato» favorendo «troppi uomini privi di ogni valore» in seno al Collegio Cardinalizio. Tali guerre, oltre a essere infruttuose, dilapidarono il tesoro papale, lasciando al successore Innocenzo VIII un deficit enorme. Come per Callisto III, il pontificato di Sisto si segnalò per lo scandaloso nepotismo, pratica che condusse al rango cardinalizio uno dei futuri pontefici, cioè Giulio II. Nonostante ciò, a questo pontefice si riconosce il merito di aver consolidato il sogno di Niccolò V e di Pio II, cioè quello della monumentalizzazione di Roma, segnando il trapasso definitivo dalla Roma medievale a quella rinascimentale e l'instaurazione definitiva della monarchia assoluta del papa. Sisto ebbe anche il buon senso di ridare nuovo respiro alla cultura umanista, necessaria appunto per il suo progetto di renovatio urbis.

## Papa Sisto IV nella cultura di massa
- Nella serie TV Da Vinci's Demons Francesco della Rovere/Sisto IV, padre segreto della nobildonna Lucrezia Donati, è interpretato da James Faulkner, che veste i panni anche di Alessandro della Rovere, il fratello gemello del papa, che nella prima stagione, imprigiona Sisto IV a Castel Sant'Angelo e si sostituisce a lui[88].
- Nella serie televisiva I Medici, Sisto IV è interpretato dall'attore italiano Raoul Bova nella seconda stagione, mentre nella terza da John Lynch[89].
- In Assassin's Creed II dà il consenso ai Templari per procedere con la congiura dei Pazzi.

### Pasquinate

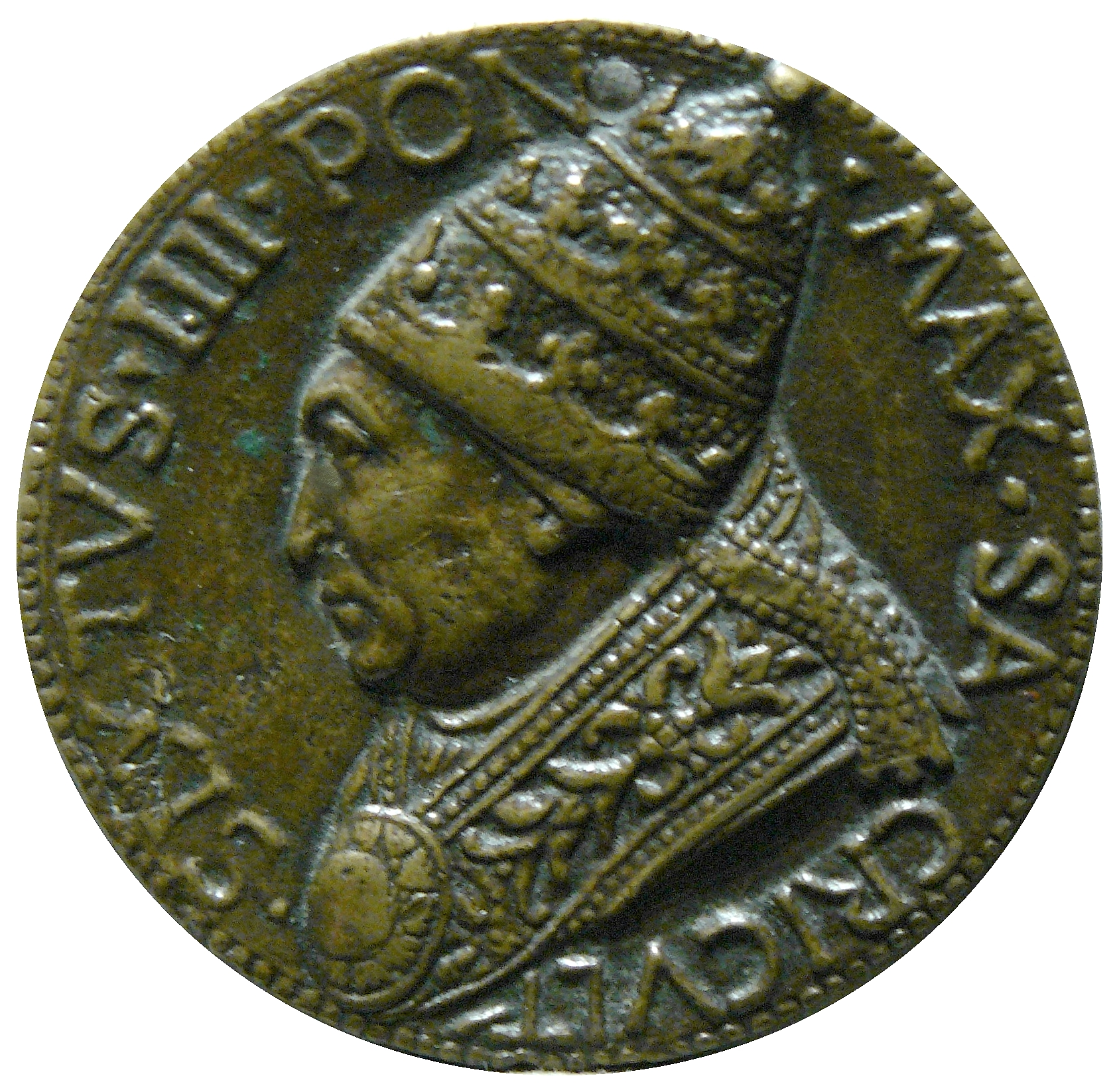
Medaglia con l'effigie di Sisto IV

Contro Sisto IV furono scritte diverse pasquinate, tra le quali la più velenosa è la seguente:
Sisto, sei morto alfine: e Roma ecco in letizia
 che te regnante, fame soffrì, stragi e nequizia.

Sisto, sei morto alfine: tu di discordia eterno
 motor, fin contro Dio, scendi nel cupo inferno.

Sisto, sei morto alfine: in ogni inganno destro
 in frodi, in tradimenti altissimo maestro.

Sisto, sei morto alfine: orgia di sozzi pianti
 ti dan ruffian, cinedi, meretrici e baccanti.

Sisto, sei morto alfine: obbrobrio e vitupero 
del papato, sei morto alfine, Sisto, è vero?

Sisto, sei morto alfine: su, su, gettate a brani
 le scellerate membra in pasto ai lupi e ai cani!»
(Pasquinata riportata da Claudio Rendina ne I Papi: storia e segreti)

## Canonizzazioni

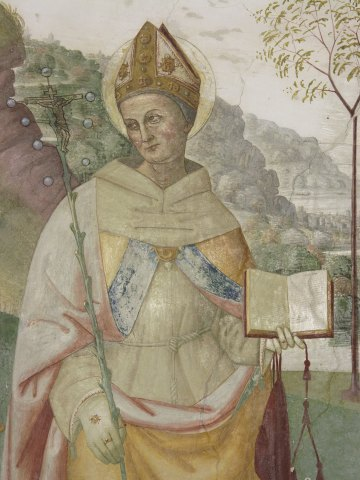
Tiberio d'Assisi, Bonaventura da Bagnoregio (particolare), 1509 (affresco di Stroncone)

Sisto IV, francescano, fece molto per avvantaggiare gli ordini mendicanti (e specialmente quello da cui proveniva). Tra le varie iniziative, il pontefice canonizzò, il 14 aprile 1482, il teologo francescano Bonaventura da Bagnoregio, mentre l'anno precedente elevò all'onore degli altari i 300 frati francescani martiri in Marocco.

## Concistori per la creazione di nuovi cardinali
Papa Sisto IV durante il suo pontificato ha creato trentaquattro cardinali nel corso di otto distinti concistori.

## Genealogia episcopale e successione apostolica
La genealogia episcopale è:
- Cardinale Guillaume d'Estouteville, O.S.B. Clun[12].
- Papa Sisto IV

La successione apostolica è:
- Arcivescovo Eustache de Lévis (1475)
- Vescovo Petrus Engelprecht (1477)
- Cardinale Georg Hesler (1480)
- Papa Giulio II (1481)
- Vescovo Matthias Scheidt (1481)

## Albero genealogico
|                                          |                   |                | Genitori |  |  | Nonni |  |  | Bisnonni |  |  | Trisnonni |  |
|                                          |                   |                |          |  |  |       |  |  |          |  |  |           |  |
|                                          |                   |                |          |  |  |       |  |  |          |  |  |           |  |
|                                          |                   |                |          |  |  |       |  |  |          |  |  |           |  |
|                                          |                   |                |          |  |  |       |  |  |          |  |  |           |  |
|                                          |                   |                |          |  |  |       |  |  |          |  |  |           |  |
|                                          |                   |                |          |  |  |       |  |  |          |  |  |           |  |
|                                          |                   |                |          |  |  |       |  |  |          |  |  |           |  |
| Leonardo Beltramo di Savona della Rovere |                   |                |          |  |  |       |  |  |          |  |  |           |  |
|                                          |                   |                |          |  |  |       |  |  |          |  |  |           |  |
|                                          |                   |                |          |  |  |       |  |  |          |  |  |           |  |
|                                          |                   |                |          |  |  |       |  |  |          |  |  |           |  |
|                                          |                   |                |          |  |  |       |  |  |          |  |  |           |  |
|                                          |                   |                |          |  |  |       |  |  |          |  |  |           |  |
|                                          |                   |                |          |  |  |       |  |  |          |  |  |           |  |
|                                          |                   |                |          |  |  |       |  |  |          |  |  |           |  |
| Sisto IV                                 |                   |                |          |  |  |       |  |  |          |  |  |           |  |
|                                          | Giovanni Monleone | Leone Monleone |          |  |  |       |  |  |          |  |  |           |  |
|                                          | Giovanni Monleone | Leone Monleone |          |  |  |       |  |  |          |  |  |           |  |
|                                          | Giovanni Monleone |                |          |  |  |       |  |  |          |  |  |           |  |
| Giovanni Monleone                        | Giovanni Monleone |                |          |  |  |       |  |  |          |  |  |           |  |
|                                          |                   |                |          |  |  |       |  |  |          |  |  |           |  |
|                                          |                   |                |          |  |  |       |  |  |          |  |  |           |  |
|                                          |                   |                |          |  |  |       |  |  |          |  |  |           |  |
| Luchina Monleone                         |                   |                |          |  |  |       |  |  |          |  |  |           |  |
|                                          |                   |                |          |  |  |       |  |  |          |  |  |           |  |
|                                          |                   |                |          |  |  |       |  |  |          |  |  |           |  |
|                                          |                   |                |          |  |  |       |  |  |          |  |  |           |  |
| Caterina Cipolla                         |                   |                |          |  |  |       |  |  |          |  |  |           |  |
|                                          |                   |                |          |  |  |       |  |  |          |  |  |           |  |
|                                          |                   |                |          |  |  |       |  |  |          |  |  |           |  |
|                                          |                   |                |          |  |  |       |  |  |          |  |  |           |  |
|                                          |                   |                |          |  |  |       |  |  |          |  |  |           |  |

### Esplicative
1. ↑  La diatriba verteva sul fatto, essenzialmente, che il sangue versato durante la Passione e caduto per terra, avendo perso il suo legame con Cristo stesso (e quindi con Dio), è degno non di adorazione ma di sola venerazione. La tesi di Giacomo della Marca fu controbattuta da frate domenicano Giovanni Battista «che sosteneva il contrario, cioè che il [...] sangue versato da Cristo aveva conservato la propria natura divina» nonostante fosse caduto a terra. Cfr. l'articolo In un'antica mezza lira la vicenda della disputa sul Preziosissimo Sangue.
2. ↑  Questo ritratto è stato ispirato dall'affresco di Melozzo da Forlì del 1477, Sisto IV nomina il Platina prefetto della biblioteca Vaticana.
3. ↑  Anche l'Audisio, p. 259, nonostante la sua partigianeria nei confronti delle condotte non apostoliche di certi pontefici, concluse con questa chiosa la politica nepotista di Sisto IV: «Ma ad ogni modo, il papa si facea uomo, discendendo dalla presidenza della Chiesa al casato». Stessa opinione è espressa da Gligora-Catanzaro, p. 207 quando affermano: «Tenne il pontificato per tredici anni e diede priorità all'attività temporale e nepotista rispetto a quella spirituale».
4. ↑  Lorenzo il Magnifico temeva un eccessivo rafforzamento dello Stato Pontificio ai danni della Repubblica fiorentina nel versante settentrionale di quest'ultima, cosa per cui osteggiò i piani di Sisto IV e del nipote Girolamo. Guardasi la voce Lorenzo il Magnifico e la voce del Dizionario biografico degli italiani curata da Ingeborg.
5. ↑  Secondo altri va attribuito a Sisto IV il merito di aver effettivamente istituito la Biblioteca Vaticana, cfr. Ruysschaert, pp. 513-524.

### Bibliografiche
1. ↑  Sisto IV e Savona.
2. 1 2 3 4  Lombardi, Enciclopedia dei Papi.
3. ↑   Savona, 600 anni fa nasceva Papa Sisto IV: festa in musica per ricordarlo - IVG.it, su Il Vostro Giornale, 23 giugno 2014. URL consultato il 31 gennaio 2025.
4. 1 2 3 4 5 6 7 8 9 10 11 12 13 14 15 16 17 18  Lombardi.
5. 1 2  Audisio, p. 258.
6. ↑  Anche il Moroni, p. 65 §1 ricorda tale impegno del padre.
7. ↑  Platynae historici Liber de vita Christi ac omnium pontificum..., in RIS, III, 1, a cura di G. Gaida, 1913-1932, p. 399; von Pastor, 1925, p. 435.
8. ↑  Platynae historici Liber de vita Christi ac omnium pontificum..., cit., p. 399.
9. ↑  von Pastor, p. 206.
10. 1 2 3 4 5  Kelly, p. 421.
11. ↑   Cronotassi dei ministri generali dell'Ordine dei Frati Minori, su francescodolciami.it (archiviato dall'url originale il 10 dicembre 2014).
12. 1 2 3 4 5  Miranda.
13. 1 2 3 4 5 6 7  Rendina, p. 590.
14. 1 2 3  Moroni, p. 66 §1.
15. ↑  Gligora-Catanzaro, p. 207.
16. ↑   Francesco della Rovere, De Sanguine Christi, anni '60-edito nel 1474.
17. ↑  von Pastor, pp. 208-209.
18. ↑  von Pastor, pp. 206-207.
19. 1 2  von Pastor, p. 201.
20. ↑  von Pastor, p. 199.
21. 1 2 3  Rops, p. 215.
22. ↑  Audisio, pp. 257-258.
23. ↑  Onofrio Panvinio, Vite de Pontefici, Sisto IV; Fausto M. De Reguardati, La difesa dei Sacri Palazzi affidata da Sisto IV ad Andrea da Norcia. Un precedente sconosciuto dell'istituzione della Guardia Svizzera; (1986) - In: Archivio della Società romana di storia patria. vol. 109 (1986) pp. 49-56.
24. ↑  Audisio, p. 263.
25. ↑  Moroni, p. 67 §1.
26. 1 2 3 4 5 6  Rendina, p. 591.
27. ↑  Cfr. la biografia curata da Andenna.
28. ↑  Bolognini-Flocchini.
29. ↑  Moroni, p. 71 §2.
30. ↑  Storia di Otranto.
31. 1 2  Moroni, p. 67 §2.
32. ↑  von Pastor, pp. 258-260; p. 269.
33. ↑  Infessura, p. 81.
34. ↑  Guadagnini, p. 14, n. 48.
35. ↑  Gaetano Moroni, Dizionario di erudizione storico-ecclesiastica, vol. 3, p. 78
36. ↑  da Decimo, p. 372.
37. ↑  van den Haute, P. 73 §2.
38. ↑  Moroni, 57, p. 68.
39. ↑  Moroni, 54, p. 160.
40. 1 2  Malou, p. 24 §1.
41. 1 2 3 4 5  Rendina, p. 592.
42. ↑  https://www.repubblica.it/cronaca/2025/03/19/news/festa_papa_19_marzo_2025_origini_storia-424071952/
43. ↑  https://liguriaday.it/2025/03/19/festa-del-papa-storia-e-tradizione-di-una-festivita-antichissima/
44. ↑  Craughwell, p. 286
45. ↑   Manlio Sodi e Pietro Sorci, La dottrina dell’Immacolata nelle fonti liturgiche antiche medievali (PDF), in PATH, n. 2, Pontificia Accademia Teologica, 2004,  p. 464. URL consultato il 29 dicembre 2020 (archiviato il 29 dicembre 2020).
46. ↑  (IT, FR) Camilla Cavicchi, Osservazioni in margine sulla musica per l’immacolato concepimento della Vergine, al tempo di Sisto IV, in L’Atelier du Centre de recherches historiques, n. 22, CRH - Centre de recherches historiques, 2020, DOI:10.4000/acrh.4386, ISSN 1760-7914 (WC · ACNP). URL consultato il 29 dicembre 2020 (archiviato il 29 dicembre 2020).
47. ↑   Massimo Bergonzoni, il culto mariano e immaculista della monarchia di Spagna: l'ambasciata romana di D. Luis Crespi de Borja (1659-1661) (PDF), CITCEM – Centro de Investigação Transdisciplinar «Cultura, Espaço e Memória», 1º dicembre 2015,  p. 54, ISBN 978-989-8351-40-1. URL consultato il 29 dicembre 2020 (archiviato il 27 luglio 2020).
48. ↑  Malou, p. 24 §2.
49. ↑  Moroni, 59, p. 153: «Approvarono la recita del rosario e ne riconobbero istitutore s. Domenico molti papi, come Sisto IV nel 1481 insieme alle confraternite del ss. Rosario...».
50. ↑  Audisio, p. 266.
51. ↑  Rendina, pp. 593-594.
52. 1 2 3 4  Kelly, p. 422.
53. ↑  Potestà-Vian, p. 289 sottolineano come Sisto IV, insieme a Pio II (1458-1464), sia stato tra i più accesi fautori della monarchia papale contro ogni forma di conciliarismo.
54. 1 2 3  Kelly, p. 423.
55. 1 2 3   Andrea Zamometic, su treccani.it, 11 dicembre 2014.
56. ↑  Rops, pp. 215-216.
57. ↑  Gligora-Catanzaro, p. 208.
58. ↑  von Pastor, p. 229.
59. ↑  Moroni, p. 74 §2.
60. 1 2   Palazzo Medici-Ricciardi, La congiura dei Pazzi, su palazzo-medici.it, 11 dicembre 2014 (archiviato dall'url originale il 24 settembre 2015).
61. ↑  Roscoe, pp. 74-78, vol. 2.
62. ↑  Roscoe, pp. 124-125, vol. 2 e Lombardi.
63. ↑  Bosisio, p. 367.
64. ↑  Bosisio, p. 366.
65. ↑  von Pastor, p. 387.
66. ↑  Bona Castellotti.
67. ↑  von Pastor, pp. 387-388.
68. 1 2 3  Rendina, p. 594.
69. ↑  Cfr. il saggio di Cantatore.
70. ↑  Camiz, p. 51 §1.
71. ↑  Moroni, 57, p. 75.
72. ↑  Si veda il testo in latino della bolla in Tomassetti-Cocquelines, pp. 273-278.
73. ↑  Cantatore, p. 318.
74. ↑  Bascià-Carlotti-Maffei-Capolino, p. 297.
75. ↑  San Vitale.
76. ↑  Cappella Sistina: « [...] il papa Sisto IV chiamò a lavorare nella Cappella famosi pittori fiorentini, come Botticelli, Ghirlandaio, Cosimo Rosselli e Signorelli, nonché umbri, quali Perugino e Pinturicchio».
77. ↑  de Vecchi-Cerchiari, p. 271 §1-2.
78. ↑  de Vecchi-Cerchiari, p. 271.
79. ↑  de Lasala-Rabikauskas, p. 233.
80. ↑  von Pastor, p. 449.
81. ↑  Carrozzo-Cimagalli, p. 228.
82. ↑  Regiomontano.
83. ↑  Kelly, p. 422:
«Austero nella vita privata»»
84. ↑  von Pastor, p. 405.
85. ↑  Rops, p. 216.
86. ↑  Rendina, p. 595.
87. ↑  von Pastor, pp. 432 e sgg.
88. ↑   Da Vinci's Demons: il trailer della stagione 3, su movieplayer.it. URL consultato il 30 gennaio 2020.
89. ↑   I Medici 3 cast, su tvserial.it. URL consultato il 30 gennaio 2020.
90. ↑  von Pastor, p. 392.
91. ↑   Luchina Monleone, su gw.geneanet.org. URL consultato il 30 gennaio 2020.